# Running on
«Running on» es el segundo sencillo del grupo musical "Eclipse" de la serie Basquash! lanzado al mercado el día 17 de junio del año 2009.

## Detalles
Este fue el séptimo sencillo de la cantante y seiyū japonesa Megumi Nakajima, y el segundo del grupo Eclipse integrado por: Citron = Megumi Nakajima como la líder del grupo, Rouge = Haruka Tomatsu y Violette = Saori Hayami.
En este sencillo se incluyen las canciones Running on, usada como canción de fondo y las versiones de cada seiyuu de la canción nO limiT del primer sencillo de Eclipse.
Los arreglos el primer track fueron hechos por Okumoto Akira y los del segundo por Yoshihiro Kusano.
Lista de canciones (PCCG-00960)

| N.º   | Título                                                                           | Letras           | Música       | Vocalistas                                               | Duración |  |
| 1.    | «Running on»                                                                     | Miura Seiji      | Miki Fujisue | Eclipse (Megumi Nakajima, Haruka Tomatsu y Saori Hayami) | 4:42     |  |
| 2.    | «nO limiT Rouge starring Haruka Tomatsu (nO limiT Rouge starring 戸松遥?)»       | KK, Miki Fujisue | Miki Fujisue | Haruka Tomatsu                                           | 4:30     |  |
| 3.    | «nO limiT Citron starring Nakajima Megumi (nO limiT Citron starring 中島愛?)»    | KK, Miki Fujisue | Miki Fujisue | Megumi Nakajima                                          | 4:30     |  |
| 4.    | «nO limiT Violette starring Saori Hayami (nO limiT Violette starring 早見沙織?)» | KK, Miki Fujisue | Miki Fujisue | Saori Hayami                                             | 4:30     |  |
| 5.    | «Running on (off vocal version)»                                                 |                  | Miki Fujisue |                                                          | 4:41     |  |
| 22:53 |                                                                                  |                  |              |                                                          |          |  |